# Prospero obtusifolium
Prospero obtusifolium, Stor höstblåstjärna, är en sparrisväxtart som först beskrevs av Jean Louis Marie Poiret, och fick sitt nu gällande namn av Franz Speta. Prospero obtusifolium ingår i släktet Prospero, Höstblåstjärnesläktet, och familjen sparrisväxter.

## Underarter
Arten delas in i följande underarter:
- P. o. intermedium
- P. o. obtusifolium